# Дервишка могила
Дервишка могила е село в Южна България. То се намира в община Свиленград, област Хасково.

## География
Село Дервишка могила се намира на юг от Сакар планина до три големи могили. На най-високата могила е имало манастир, откъдето се предполага, че е дошло и самото име (дервиш – калугер). През 2015 г. там живеят 17 души.

## История
Дервиш Могила винаги е била военна сратегическа точка. През 796 г. българският хан Кардам, обиден от византийския император Константин VI, нахлува с войските си по долината на р. Тунджа и достига до планината Обраслия Авролева (Сакар планина), където се разполага на лагер в гората и зачаква противника си, а Константин VI се промъква до Гория Авролева (Дервишка Могила), където войските стояли 17 дни.
Тогава сключват договор за ненападение между България и Византия. Мястото, където се разполагат войските в Сакар планина, се казва Стана. В 813 г. по същите места минава и хан Крум, който завладява днешен Одрин. През 1205 г. минава и цар Калоян, който разбива армията на рицарите кръстоносци.
Селото е заселено още преди падането на България под османска власт. Населението е дошло откъм Габрово и Панагюрище като овчари на предполагаемия манастир. С течение на времето те се заселели на северозапад от могилите и образували днешното село. Главният им поминък е бил скотовъдство. След разрушаване на манастира те са иззидали черква от пръти и я покрили с лозови пръчки. През 1846 г. селяните са изградили храм от камъни, покрит с керемиди.
С падането на България под османска власт могилата от Авролева става Дервиш Тепе. Тогава построяват манастира, който се намира на днешната могила. След Руско-турската война от 1878 г. България е освободена, но селото остава под османска власт. Не се сбъдва мечтата да остане в България и към 80-те години на 19 век няколко семейства се изселват в село Везенково, община Сунгурларе. Единственото килийно училище се разкрива към 1890 г. само за първо отделение. В 1891 е дошъл като учител Кръстю Желязков. Новото училище е построено през 1950 г.
При нашествие на османски войски на 7 юни 1913 г. (стар стил) църквата Св. Йоан Богослов в селото е ограбена, опожарена и разрушена до основи. През 1921 г. държавата отпуска 58 000 лв. и от доброволни помощи църквата струва 150 000 лв., пише в църковния регистър свещеник Стоян Христов Нешев. През 1924 г. църквата е осветена от старозагорския митрополит Павел. Като пръв свещеник в нея служи Стою Д. Колачев.
При установяването на границите между Българското княжество и Турция през 1879 г. една част от землището на Дервиш Могила остава в Турция и създава проблеми при обработване на земята. Една част от населението около 40 семейства преминават границата и построяват малки къщи от пръст и глина. Предлагат селото да носи името на Хан Крум (Крумово) днешно село Планиново .
В Илинденско-Преображенското въстание дервишени вземат активно участие. На 19 юли 1903 г. е убит кмета на селото Тодор Налбантов край Станева Чешма, а по късно през 1913 г. е убит от османските башибозуци синът му Ганьо едва 16-годишен. На това място през 1927 г. е издигнат паметник. През 1912 – 1913 г. по време на Балканската война османските башибозуци отново идват и разграбват селото. Много семейства се изселват около околните села като Лисово, Планиново, Мрамор. Връщат се 1918 – 1920 г., след като границата се премества на днешното място.
При избухването на Балканската война в 1912 година 3 души от Дервишка могила са доброволци в Македоно-одринското опълчение.
През годините селото се развива земеделие и скотовъдство. На 14 декември 1923 гг. е основана кредитна Кооперация Сакар даване на заеми. В началото на 1950 г. започва изселване на населението в град Свиленград, с. Черганово, с. Овощник, Казанлъшка околия и другаде.

## Население
| Година    | 1895 | 1926 | 1934 | 1946 | 1956 | 1965 | 1972 | 1980 | 2000 | 2012 |
| Население | 821  | 1038 | 1179 | 1191 | 921  | 415  | 274  | 136  | 41   | 22   |